# Bundesautobahn 30
La Bundesautobahn 30, abbreviata anche in A 30, è una autostrada tedesca che collega i Paesi Bassi (quale prosecuzione della Rijksweg 1) con le città di Hannover e Berlino, passando per la città di Osnabrück (dove interseca l'autostrada A 1) e terminando a Bad Oeynhausen dove confluisce nella A 2. La A 30 fa parte dell'importante collegamento Amsterdam - Berlino - Varsavia (E30) 
Il percorso di 138 km attraversa la Bassa Sassonia e la Renania Settentrionale-Vestfalia e fa parte della strada europea E30.
Vi sono dei lavori in corso per il completamento del piccolo tratto, nell'abitato di Lohne, che ancora manca per il completamento dell'autostrada. Tali lavori dovrebbero terminare nel 2018.

## Percorso
| A 30 |           |                                        |       |                          |                |
| Tipo | n° uscita | Indicazione                            | km    | Corrispondenze           | Strada europea |
|      | 1         | Confine di Stato - Paesi Bassi         | 0,0   |                          |                |
|      |           | Area di servizio "Bentheimer Wald Sud" | 0,0   | Solo dir. Bad Oeynhausen |                |
|      | 2         | Gildenhaus                             | 2,6   |                          |                |
|      | 3         | Nordhorn - Bad Bentheim                | 8,1   |                          |                |
|      | 4         | Schuttorf Nord                         | 14,7  |                          |                |
|      | 5         | Incrocio di Schuttorf                  | 15,5  |                          |                |
|      | 6         | Salzbergen                             | 21,2  |                          |                |
|      | 7         | Rheine Nord                            | 28,4  |                          |                |
|      | 8         | Rheine                                 | 33,0  |                          |                |
|      | 9         | Rheine Kanalhafen                      | 36,8  |                          |                |
|      | 10        | Horstel                                | 41,0  |                          |                |
|      | 11a       | Ibbenburen West                        | 45,3  |                          |                |
|      | 11b       | Ibbenburen                             | 49,4  |                          |                |
|      | 12        | Laggenbeck                             | 53,7  |                          |                |
|      | 13        | Lotte                                  | 62,3  |                          |                |
|      | 14        | Incrocio di Lotte - Osnabruck          | 64,5  |                          |                |
|      | 15        | Hasbergen Gaste                        | 66,9  |                          |                |
|      | 16        | Osnabruck Hellern                      | 70,0  |                          |                |
|      | 17        | Osnabruck Sutthausen                   | 73,1  |                          |                |
|      | 18        | Osnabruck Nahne                        | 74,8  |                          |                |
|      | 19        | Incrocio di Osnabruck Sud              | 76,7  |                          |                |
|      | 20        | Natbergen                              | 79,7  |                          |                |
|      | 21        | Bissendorf                             | 82,2  |                          |                |
|      | 22        | Gesmold                                | 90,1  |                          |                |
|      | 23        | Melle West                             | 93,8  |                          |                |
|      | 24        | Melle Ost                              | 95,8  |                          |                |
|      |           | Area di servizio "Gronegau"            | 98,7  |                          |                |
|      | 25        | Riemsloh                               | 100,4 |                          |                |
|      | 26        | Bruchmuhlen                            | 104,0 |                          |                |
|      | 27        | Bunde                                  | 109,9 |                          |                |
|      | 28        | Hiddenhausen                           | 114,9 |                          |                |
|      | 29        | Kirchlengern                           | 118,6 |                          |                |
|      | 30        | Lohne                                  | 122,9 |                          |                |
|      | 31        | Incrocio di Lohne                      | 125,2 |                          |                |
|      |           | Tratto in costruzione                  |       |                          |                |
|      | 34        | Rehme                                  | 130,1 |                          |                |
|      | 35        | Incrocio di Bad Oeynhausen             | 131,7 |                          |                |